# Kasperligan
Kasperligan (franska: Guignol's Band) är en roman från 1944 av den franske författaren Louis-Ferdinand Céline. Handlingen, förlagd till mitten av 1910-talet, kretsar kring Ferdinand, en invalidiserad fransk veteran från första världskriget som lever i exil i London, och följer hans småaffärer och kontakter med prostituerade. Boken fick en uppföljare, Le Pont de Londres : Guignol's Band II, som gavs ut postumt 1964.

## Tillkomst
Louis-Ferdinand Céline tillbringade ett antal månader i London efter en skada i första världskriget, och romanen har vissa självbiografiska drag från den tiden. Litteraturvetaren Merlin Thomas skrev i sin Célinebiografi: "I Célines livskronologi sedd genom hans romaner, skulle Guignol's Band vara ett massivt instick i Voyage, och komma direkt före det afrikanska avsnittet i det verket."

## Utgivning
Romanen gavs först ut av Éditions Denoël i april 1944 och fick mycket lite uppmärksamhet; Cëline var högst illa omtyckt vid tidpunkten på grund av sin uttalat antisemitiska hållning i kombination med det pågående andra världskriget. Den nyutgavs 1952 av Gallimard, och blev åter förbisedd. År 1996 gavs den ut på svenska i översättning av Einar Heckscher.